# Cabanelles
Cabanelles est une commune d'Espagne dans la communauté autonome de Catalogne, province de Gérone, de la comarque d'Alt Empordà

## Lieux et monuments
- L'église de Santa Coloma ;
- Le cloître de Sant Cristòfol de l'Estela ;
- L'église de Sant Martí Sesserres ;
- L'église de Sant Martí de Queixàs ;
- L'église de Sant Mateu de Vilademires ;
- L'église de Sant Miquel de la Cirera ;
- L'église de Sant Miquel d'Espinavessa ;
- Le sanctuaire de la Mare de Déu del Mont, situé sur le territoire d'Albanyà, mais dont l'accès se fait par Cabanelles.